# Georges Miez
Georges Miez (* 2. Oktober 1904 in Töss, heute Winterthur; † 21. April 1999 in Savosa), bürgerlich Georg Miez, war ein Schweizer Turner. Mit insgesamt vier Gold-, drei Silber- und einer Bronzemedaille ist er der bisher erfolgreichste Olympiateilnehmer der Schweiz.

## Leben
Geboren wurde er mit dem deutschen Vornamen Georg, nahm an den Wettkämpfen mit dem französischen Vornamen Georges teil und war später in seiner Wahlheimat, dem Tessin, als Giorgio bekannt. Er wuchs im Dachstock eines Bauernhauses im Quartier Eichliacker im damals noch eigenständigen Töss auf. Wichtige Einflusspersonen waren dabei sein Sekundarschullehrer sowie sein Bruder, der selbst Kranzturner war. Bereits während der Schulzeit war Miez auch mit Melchior Wezel befreundet.
Begonnen mit dem vereinsmässigen Turnsport hat Miez nach der Sekundarschule mit 13 Jahren beim TV Töss, mit ihm trat auch Wezel in den Turnverein ein. Seine Lehre absolvierte Miez bei der «Loki», wollte jedoch von Anfang an später nicht auf dem Beruf bleiben. Beim TV Töss nahmen Miez und Wezel bereits in ihrem ersten Jahr am Zürcher Kantonalturnfest teil und im folgenden darauffolgenden Jahr, 1922, folgte das Eidgenössische Turnfest in St. Gallen. Zu einem Kranzgewinn reichte es Miez aber noch nicht. Den ersten Lorbeerzweig holte er dann später am Kunstturnertag in Stäfa, mit 18 Jahren feierte er in Kreuzlingen mit dem Gewinn des Interkantonalen Turnfestes seinen ersten Turniersieg.
Trotz Widerstand seines Vaters und mit Unterstützung der aus Bern, die das Talent von Miez in einem Einführungskurs erkannte, durfte Miez die Vorbereitung für die Olympischen Spiele in Genf aufnehmen. Sein Lehrmeister dort war mit August Güttinger ebenfalls ein Winterthurer. Mit 19 begann er dann seine lange olympische Karriere begann an den Olympischen Sommerspielen 1924 in Paris. Er nahm an allen neun Wettkämpfen teil, gewann aber nur eine Bronzemedaille als Mitglied der Schweizer Mehrkampfmannschaft; ausserdem wurde er Fünfter am Reck.
1926 nahm er eine Anstellung des Königlich-Niederländischen Turnverbands als Instruktor an. 1927 kehrte er in die Schweiz zurück und nahm in Olten eine Anstellung in der Turnkleiderfabrik Odo an und nahm an mehreren Kantonalturnfesten teil. Im Herbst 1927 arbeitete er erneut in Holland, dieses Mal wieder begleitet von Wezel. Nach der erneuten Rückkehr in die Schweiz bereitete sich dann Miez auch gemeinsam mit seinem Freund in Olten auf die nächsten Olympischen Spiele vor.
Den Höhepunkt seiner Karriere erreichte er an den Olympischen Sommerspielen 1928 in Amsterdam, wo er dreimal Gold und einmal Bronze holte. Er gewann die Wettkämpfe am Reck, im Einzelmehrkampf und im Mannschaftsmehrkampf sowie die Silbermedaille am Seitpferd, knapp hinter seinem Schweizer Mannschaftskameraden Hermann Hänggi. Daneben erreichte er einen vierten Rang im Pferdsprung. 1929 zog Miez, der es bis zum Hauptmann der Kavallerie brachte, ins Tessin.
An den Olympischen Sommerspielen 1932 in Los Angeles war er der einzige Schweizer Turner, was seine Teilnahmemöglichkeiten einschränkte. Da die Schweiz wegen der Weltwirtschaftskrise keine Delegation stellte, musste er als einer von nur fünf Schweizern seine Kosten für die Teilnahme in der Höhe von 10'000 Fr. selbst bezahlen. Als er in seiner besten Disziplin, am Boden, nur die Silbermedaille gewann und sich durch einen ungarischen Juror in der Jury ungerecht behandelt fühlt, legt er Protest ein. Als dieser abgelehnt wird, verzichtete er auf die Teilnahme bei weiteren Wettkämpfen. Seine Teilnahme am Wettkampf finanzierte er sich danach als Animateur bei den 20th Century Fox.
An den Turn-Weltmeisterschaften 1934 in Budapest wurde er schliesslich Weltmeister am Boden, während der ungarische Olympiasieger István Pelle lediglich den 17. Rang belegte. Im Juli desselben Jahres heiratete er.
1936 nahm er am Eidgenössischen Turnfest 1936 in seiner Heimatstadt Winterthur teil, konnte sich dort jedoch nicht auf den vordersten Rängen platzieren. In den im Monat darauf stattfindenden Olympischen Sommerspielen 1936 in Berlin gewann Miez schliesslich noch die Goldmedaille am Boden sowie Silber im Mannschaftsmehrkampf. Die erhaltene Olympia-Eiche schenkte er dem TV Töss, der diese daraufhin beim Stadion Deutweg eingepflanzt hat.
Später setzte er sich als Turnlehrer, Trainer und Eidgenössischer Kursleiter engagiert für den Turnsport ein, insbesondere für den Jugendsport und dafür, dass Frauen Sport treiben konnten. In Lugano gründete er eine Privatsportschule, die später auch Filialen in Arosa und Sanremo eröffnete. Zudem verfasste er sportmedizinische Bücher.